# Железнички музеј Србије
Железнички музеј је техничко – саобраћајни музеј који се налази у Управној згради Железнице Србије А. Д. у Београду, на Савском венцу.

## Оснивање
Први предлог за оснивање Музеја дао је бивши директор Железничке саобраћајне школе у Београду Фрањо Репић 1931. године. Три године касније, априла 1934. године, на 50-годишњицу отварања пруге Београд—Ниш, приређена је велика железничка изложба на Ташмајдану у Београду. Музеј је основан 1. фебруара 1950. године, у саставу Министарства железнице Федеративне Народне Републике Југославије. Три године касније, 30. априла 1953. године, отворена је прва стална поставка, која је носила назив „Кроз историју Југословенских железница“.

## Музејски рад
У Музеју се налази стална поставка, галерија за изложбе, библиотека и архив. Музејска делатност се врши у три одељења: 
- музејско-конзерваторско одељење
- архивско-документарно одељење
- библиотекарско одељење

Као циљ рада ових служби, музеј се може похвалити великим бројем експоната у које улазе и најразличитије књиге, као и великим фондом архивске грађе. У музеју се налазе и занимљиви макете, минијатуре и модели.
Железнички музеј поседује око 40.000 предмета подељених у четири основне збирке:
- техничка збирка
- историјска збирка
- уметничка збирка
- збирка примењених уметности

Музеј поседује и галерију за изложбе, која је површине 190m². У њој се могу организовати изложбе, промоције књига, разне врсте представа и стручних предавања. Међутим, музеј од свог оснивања до данас не поседује наменски изложбени простор на коме би се налазили експонати везани за систем пруга нормалног колосека.
У саставу музеја је и одељење уског колосека - Пожега.

## Музејски парк у 21. веку
Завршетком изградње станице Београд центар дошло би измештања јавног железничког саобраћаја из станице Београд- Главна чиме се стварају услови за реализацију великог културно-технолошког пројекта, односно ревитализације постојећих непокретних и покретних културних добара. Ревитализација би подразумевала оснивање „Железничког музејског парка“ у чијем склопу би се налазила зграда железничке станице Београд- Главна са станичним колосецима, из 1884. године, под заштитом државе као непокретно културно добро од великог значаја од 1983. године, окретница, ложионица, водоторањ од армираног бетона из 1926. године, који је служио за снабдевање парних локомотива водом, оближња железничка станица Топчидер, као и покретна технолошка културна добра која укључују сачуване музејске парне локомотиве, путничка и теретна кола нормалног колосека, која би била изложена и доступна посетиоцима.
Галерија:
- окретница, водоторањ и ложионица (железнички депо)
- ложионица и водоторањ
- унутрашњост ложионице
- водоторањ начичкан билбордима
- окретница и депо
- окретница
- депо

У Будимпешти је отворен 2000. године Мађарски железнички музејски парк у чијем саставу се налази железничка станица и радионица, а заузима површину од 70 хиљада квадратних метара где је изложено више од 100 музејских железничких возила и опреме.

## Провала и вандализовање локомотива
Крајем августа 2018. године, група људи упала је у зграду Ложионица у којој су се налазили неки од експоната Железничког музеја, укључујући и старе локомотиве из 19. века. Они су бренерима исекли и уништили две локомотиве, за шта им је, према речима Ненада Војчића, директора музеја, вероватно требало неколико дана. Група је откривена 31. августа 2018. када их је приметио човек који је повремено обилазио халу. Уништене су локомотиве Пула из 1864. и Пресек из 1884. године, као и један ручно ковани вагон, седам стругова и две вертикалне бушилице. Обезбеђење које је чувало експонате повучено је месец дана раније, у склопу пресељења железничке станице. Овај простор налази се у близини Београда на води и планирано је да буде претворен у Железнички музејски парк. Оштећени остаци локомотива пребачени су у октобру 2018. у гаражу „Плавог воза”.